# Çanakkale Türküsü

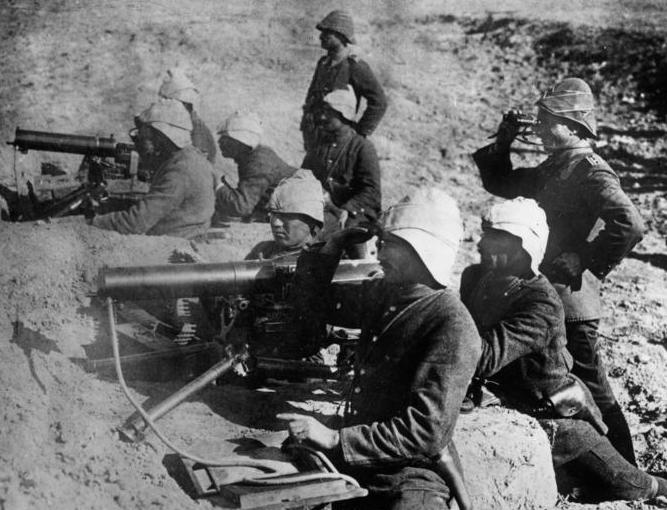
Turkse militairen tijdens de Slag om Gallipoli.

Çanakkale Türküsü is een bekend Turks volkslied. Dit volkslied gaat over de Turkse militairen die vochten tijdens de Slag om Gallipoli tegen het Verenigd Koninkrijk, Frankrijk en koloniën om de doorgang tot Istanboel en de Zwarte Zee te forceren. Tijdens deze veldslag zijn er meer dan 500.000 militairen gesneuveld. Als gevolg van deze tragedie hebben de inwoners uit Kastamonu dit volkslied geschreven, ter nagedachtenis van de omgekomen soldaten.

## Tekst
| Turkse tekst Çanakkale içinde aynalı çarşı Ana ben gidiyom düşmana karşı Off, gençliğim eyvah! Çanakkale içinde bir ağaç selvi Kimimiz nişanlı, kimimiz evli Off, gençliğim eyvah! Çanakkale içinde bir kırık testi Analar babalar ümidi kesti Off, gençliğim eyvah! Çanakkale üstünü duman bürüdü On üçüncü fırka harbe yürüdü Off, gençliğim eyvah! Çanakkale elinde toplar kuruldu Vay bizim uşaklar orda vuruldu Off, gençliğim eyvah! Çanakkale köprüsü dardır geçilmez Al kan olmuş suları bir tas içilmez Off, gençliğim eyvah! Çanakkale'den çıktım yan basa basa Ciğerlerim çürüdü kan kusa kusa Off, gençliğim eyvah! Çanakkale'den çıktım başım selamet Anafarta'ya varmadan koptu kıyamet Off, gençliğim eyvah! Çanakkale içinde vurdular beni Ölmeden mezara koydular beni Off, gençliğim eyvah! Çanakkale içinde sıra söğütler Altında yatıyor aslan yiğitler Off, gençliğim eyvah! | Nederlandse tekst In Çanakkale is een bazaar met spiegels Moeder, ik ga ten strijden tegen de vijand Oh, mijn jeugd! In Çanakkale zijn er cipressen Sommige van ons waren verloofd, sommige getrouwd Oh, mijn jeugd! In Çanakkale zijn volle kisten Moeders en vaders hebben hun hoop verloren Oh, mijn jeugd! Boven Çanakkale is de lucht gevuld met rook De dertiende divisie marcheerde naar het slagveld Oh, mijn jeugd! In Çanakkale sloegen de kanonskogels in Onze kameraden zijn daar gesneuveld Oh, mijn jeugd! Çanakkale is een smalle brug zonder doorgang De wateren kleurden rood van het bloed Oh, mijn jeugd! Ik ben ternauwernood vertrokken uit Çanakkale Mijn longen zijn verrot geworden door het ophoesten van bloed Oh, mijn jeugd! Ik ben gevlucht van Çanakkale, ik ben nu veilig Voordat ik Anafarta bereikte brak de hel los Oh mijn jeugd! In Çanakkale werd ik geraakt (door een kogel) Voordat ik dood ga hadden ze me al begraven Oh, mijn jeugd! In Çanakkale bevinden zich wilgen Daaronder liggen nu heldhaftige soldaten Oh, mijn jeugd! |